# Bas Wijnen
Sebastiaan Albertus (Bas) Wijnen (Deurne, 19 november 1980) is een Nederlands voormalig keeper en wijkagent van de politie in Arnhem. Hij werd met name bekend door het overwinnen van zijn ziekte tijdens de start van zijn voetbalcarrière bij Vitesse te Arnhem.

## Biografie

### Jeugd en ziekte
Wijnen groeide bij zijn ouders en een broer op in het Noord-Brabantse Deurne, waar hij als kind ook actief was als voetballer. In 1997 maakte Bas Wijnen de stap van de jeugd van VVV-Venlo naar de A-jeugd van Vitesse. In zijn tweede jaar in de A-jeugd van Vitesse werd hij met zijn team landskampioen van Nederland. Dit was de eerste keer in de historie van de club dat een A-jeugd selectie landskampioen werd. Het was een kampioenschap zonder een wedstrijd te verliezen.
In oktober 1999 werd bij Bas Wijnen kanker, Ewing Sarcoom, in zijn onderbeen ontdekt. Hij bleek ook uitzaaiingen op beide longen te hebben. Na chemokuren, bestralingen en operaties gedurende een jaar volgde een positief resultaat. In september 2000 werd Wijnen schoon verklaard. Er was nog een lange weg te gaan voordat hij weer op zijn oude niveau terug kon keren, want van de doktoren had hij te horen gekregen dat hij nooit meer aan het voetballen kwam. Het zou echter anders uitpakken.

### Voetbalcarrière
In 2001 maakte Wijnen zijn rentree in een oefenwedstrijd met het tweede elftal van Vitesse tegen Go Ahead Eagles. Nog geen week later maakte hij zijn rentree in de competitie van tweede elftallen tegen FC Utrecht. In 2002 pakte Bas Wijnen met zijn tweede elftal van Vitesse de Amstel Cup voor tweede elftallen door in de halve finale Ajax en in de finale Willem II te verslaan. In hetzelfde seizoen heeft Wijnen nog een aantal malen op de reservebank gezeten van de A-selectie van Vitesse, maar tot een debuut is het niet gekomen.
Aan het einde van het seizoen 2002 maakte Bas Wijnen de keuze om verhuurd te worden aan Go Ahead Eagles. In dit jaar moest Wijnen bewijzen de top aan te kunnen. Na een goede eerste seizoenshelft verloor hij zijn basisplaats aan oudgediende René Grotenhuis. Het jaar erop werd hij verhuurd aan VVV-Venlo waar hij ook in zijn jeugd twee jaar voor speelde. Hier kwam Bas Wijnen achter Kevin Begois op de bank te zitten. Bas Wijnen speelde uiteindelijk twee jaar voor de Limburgse club. Hierna stopte hij met profvoetbal en koos hij voor een carrière bij de politie, als wijkagent in Arnhem.

### Na het betaald voetbal
Bas Wijnen koos ervoor om naar de Groesbeekse club Achilles '29 te gaan waar hij in drie jaar tijd drie prijzen pakte, namelijk twee maal Hoofdklasse-kampioen van de Zondag-C-klasse en ook nog de beker voor amateurs. In zijn vierde seizoen brak de voormalig profvoetballer zijn been dat hij jaren ervoor had laten behandelen. Daarmee eindigde zijn actieve loopbaan bij de Groesbeekse club. Wijnen verliet Groesbeek voor een vervolg van zijn carrière en een tevens herstelperiode bij FC Lienden waar de voormalig profvoetballer Hans Kraay jr. destijds de trainer was.
In maart 2010 wordt bekend dat Wijnen, die voor de tweede maal herstellende is van een beenbreuk, zijn loopbaan beëindigd heeft. Tegenwoordig is Wijnen actief als keeperstrainer bij SV OBW dat uitkomt in de vierde klasse zondag (2012/2013).

## Nederlands jeugdelftal
Bas Wijnen speelde in zijn jeugd meerdere jeugdinterlands in de leeftijdscategorieën van onder 15 t/m onder 21 jaar. Hierbij heeft hij in meerdere grotere toernooien gespeeld zoals het bekende toernooi van Toulon.

## Statistieken
| Seizoen   | Club              | Competitie     | Duels | Goals |
| --------- | ----------------- | -------------- | ----- | ----- |
| 1999-2000 | SBV Vitesse       | Eredivisie     | 0     | 0     |
| 2000-2001 | SBV Vitesse       | Eredivisie     | 0     | 0     |
| 2001-2002 | SBV Vitesse       | Eredivisie     | 0     | 0     |
| 2002-2003 | → Go Ahead Eagles | Eerste divisie | 22    | 0     |
| 2003-2004 | → VVV-Venlo       | Eerste divisie | 1     | 0     |
| 2004-2005 | VVV-Venlo         | Eerste divisie | 3     | 0     |
| Totaal    | Totaal            | Totaal         | 26    | 0     |

## Erelijst
- 1998/99 Landskampioen A-jeugd Vitesse
- 2001/02 Winnaar Amstel Cup 2e elftal Vitesse
- 2005/06 Hoofdklasse C kampioen Achilles'29
- 2007/08 Hoofdklasse C kampioen Achilles'29
- 2007/08 Amateurbeker kampioen Achilles'29